# Koszykówka na Letniej Uniwersjadzie 2001
Koszykówka na Letniej Uniwersjadzie 2001 – zawody koszykarskie rozgrywane podczas Letniej Uniwersjady 2001 w Pekinie. W programie znalazły się dwie konkurencje – turniej kobiet i mężczyzn.
Złoty medal w turnieju kobiet zdobyła reprezentacja Stanów Zjednoczonych, srebrny Chiny, a brązowy Czechy. W turnieju mężczyzn najlepsza okazała się, Jugosławia, która wyprzedziła Chiny. Trzecią  pozycję zajęły Stany Zjednoczone.

## Klasyfikacje medalowe

### Wyniki konkurencji
| Konkurencja:     | 1. miejsce        | 2. miejsce | 3. miejsce        |
| Turniej kobiet   | Stany Zjednoczone | Chiny      | Czechy            |
| Turniej mężczyzn | Jugosławia        | Chiny      | Stany Zjednoczone |

### Klasyfikacja medalowa państw
| Nr | Państwo           |   |   |   | Ogółem |
| -- | ----------------- | - | - | - | ------ |
| 1. | Stany Zjednoczone | 1 | 0 | 1 | 2      |
| 2. | Jugosławia        | 1 | 0 | 0 | 1      |
| 3. | Chiny             | 0 | 2 | 0 | 2      |
| 4. | Czechy            | 0 | 0 | 1 | 1      |